# Thylogale thetis
Il pademelon dal collo rosso (Thylogale thetis Lesson, 1828) è un marsupiale diffuso nelle foreste della regione costiera orientale dell'Australia. Di abitudini generalmente notturne, è molto timido e vive soprattutto nelle foreste temperate nei pressi di zone erbose; trascorre le ore del giorno al riparo della foresta e vi esce soltanto al crepuscolo, quando si spinge nelle praterie per pascolare.
È ricoperto da una pelliccia grigio-bruna che si fa color crema sul ventre e rossastra sul collo e sulle spalle. Si riproduce in autunno e in primavera nelle regioni settentrionali, e in estate in quelle meridionali. Costituisce una delle prede preferite del dingo e della volpe rossa, ma la maggiore minaccia per questa specie è costituita dalla distruzione dell'habitat, soprattutto dalla deforestazione. Malgrado questo, attualmente non è incluso tra le specie minacciate.

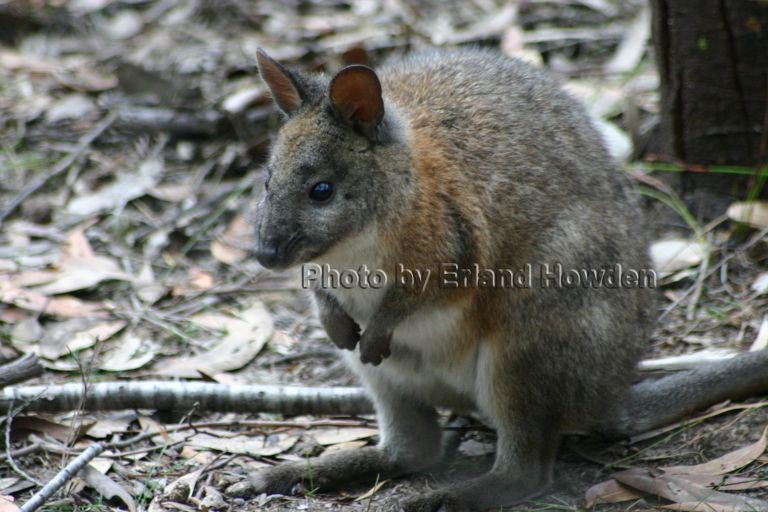
Un pademelon dal collo rosso.

Questa specie è strettamente imparentata col pademelon dalle zampe rosse.